# Rúnar Freyr Gíslason
Rúnar Freyr Gíslason es un actor y cantante conocido por interpretar a Sigvaldi en la serie Ófærð.

## Biografía
Es hijo de Sigurrós Guðmundsdóttur.
En el 2005 se casó con la cantante islandesa Selma Björnsdóttir, la pareja tuvo dos hijas Natalíu Mist y Gísla Björn, sin embargo se divorciaron en el 2010.
Salió con la actriz Jana María Guðmundsdóttir, pero la relación terminó.
Rúnar tuvo una hija, Selmu Rún, de una relación anterior.
Desde el 2011 sale con la instructora de gimnasia Guðrún Jóna Stefánsdóttir, la pareja le dio la bienvenida a su primera hija juntos, Sigurrós Ylfa en abril del 2015.

## Carrera
Se graduó del "Icelandic Theater School" en 1999.
En el 2012 interpretó a Árni Jónsson en el thriller Svartur á leik.
En el 2015 se unió al elenco recurrente de la serie Ófærð donde interpreta Sigvaldi, el nuevo novio de Agnes Eiríksdóttir (Nína Dögg Filippusdóttir) hasta ahora.

## Filmografía

### Series de televisión
| Año             | Título                 | Personaje          | Notas                                |
| --------------- | ---------------------- | ------------------ | ------------------------------------ |
| 2016 - presente | Borgarstjórinn         | Ólafur             | -                                    |
| 2015 - presente | Ófærð                  | Sigvaldi           | 10 episodios                         |
| 2015            | Case                   | Davið              | 3 episodios                          |
| 2010            | Hamarinn               | Orri               | 4 episodios - miniserie              |
| 2009            | Fangavaktin            | Tryggvi Breiðfjörð | episodio # 1.1                       |
| 2009            | Ástríður               | Sveinn Torfi       | -                                    |
| 2007            | The Silvia Night Show  | Pepe Luigi Romano  | -                                    |
| 2006            | Ørnen: En krimi-odyssé | Lebedev            | episodio "Kodenavn: Ithaka - Del 23" |

### Películas
| Año  | Título         | Personaje    | Notas |
| ---- | -------------- | ------------ | --- |
| 2012 | Svartur á leik | Árni Jónsson | junto a Thor Kristjansson, Jóhannes Haukur Jóhannesson, Damon Younger, María Birta y Vignir Rafn Valþórsson      |
| 2010 | Existence      | Daníel       | corto - junto a Elsa G. Björnsdóttir, Lars Otterstedt, Margrét Pétursdóttir y Matthías Nökkvi Bragason           |
| 2010 | Kóngavegur     | Steri        | junto a Björn Hlynur Haraldsson, Daniel Brühl, Gísli Örn Garðarsson, Ingvar Eggert Sigurðsson y Kristbjörg Kjeld |

### Presentador
| Año | Título   | Notas                                         |
| --- | -------- | --------------------------------------------- |
| -   | Bakaríið | copresentador - junto a Logi Bergmann Eiðsson |

### Director
| Año  | Título | Notas |
| ---- | ------ | ----- |
| 2004 | Hair   | obra  |

### Teatro
| Año       | Obra                           | Personaje | Director (a)         | Teatro            | Notas                                                                   |
| --------- | ------------------------------ | --------- | -------------------- | ----------------- | ----------------------------------------------------------------------- |
| 2010-2012 | Faust: A Love Story            | Valentin  | Gisli Örn Gardarsson | Reykjavik Theatre | junto a Nina Filippusdottir, Gísli Gardarsson y Björn Hlynur Haraldsson |
| 2008      | Together                       | Robert    | Gisli Orn Gardarsson | Reykjavik Theatre | junto a Nina Dögg Filippusdottir, Gael García Bernal y Elena Anaya      |
| -         | Who's Afraid of Virginia Woolf | -         | -                    | -                 | -                                                                       |
| -         | Sound of Music                 | -         | -                    | -                 | -                                                                       |
| -         | Rent                           | -         | -                    | -                 | -                                                                       |
| -         | Singin' in the Rain            | -         | -                    | -                 | -                                                                       |
| -         | Woyzeck                        | -         | -                    | -                 | -                                                                       |
| -         | Romeo and Juliet               | -         | -                    | -                 | -                                                                       |

## Premios y nominaciones
| Año  | Categoría                    | Premio     | Película | Resultado |
| ---- | ---------------------------- | ---------- | -------- | --------- |
| 2010 | Supporting Actor of the Year | Edda Award | Ástríður | Nominado  |